# Escadarias da Praça da Espanha

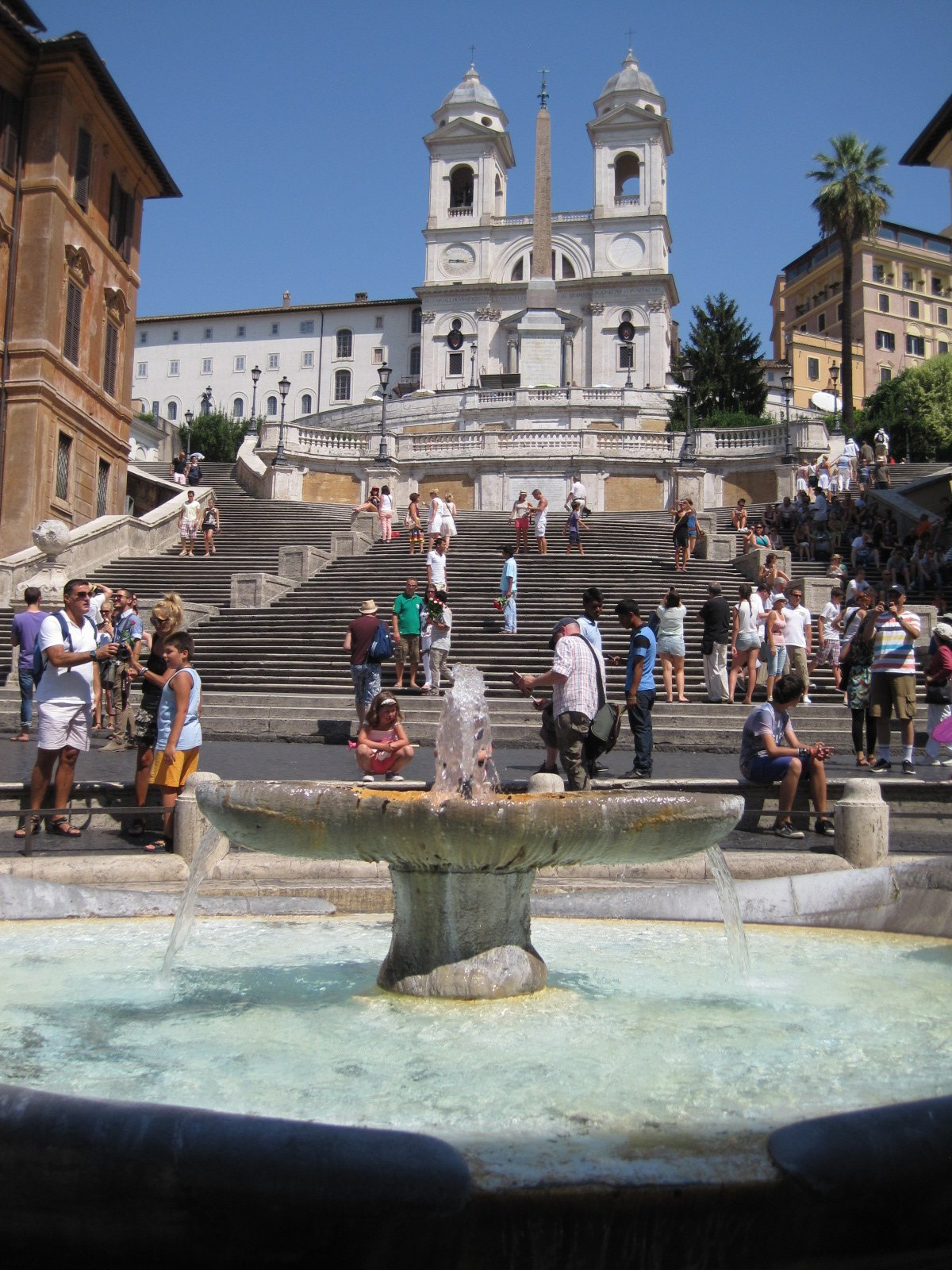
As escadas, a frente da Fontana della Barcaccia

As Escadarias da Praça da Espanha ficam em Roma. Embora popularmente conhecidas por este nome, em italiano elas são chamadas de Scalinata di Trinità dei Monti.